# 高木真備
高木 真備（たかぎ まきび、1994年8月17日 - ）は、岡山県真備町（現在の同県倉敷市真備町）出身で、東京都町田市育ちの元女子競輪選手。現役時代は日本競輪選手会東京支部所属で、ホームバンクは京王閣競輪場であった。日本競輪学校（当時。以下、競輪学校）第106期生。師匠は笠原一人（50期）。競輪選手引退後は動物の保護活動や競輪解説・予想を行なっている。

## 経歴
父の転勤先だった岡山県真備町で生まれ、名前は「縁があって岡山で生まれた。少しでも人の役に立つような人になってもらいたい」との思いを込め、郷土の偉人吉備真備にちなんでつけられた。文化学園大学杉並高等学校出身。中学、高校時代はハンドボールで活動し、2009年のジュニアオリンピックカップでは3位を経験。高校卒業後も、ハンドボールで大学に推薦入学する道もあったが、「ガールズケイリンのテレビ番組を見た時にこれかなと、思った」、との理由から、競輪学校受験を決意。
2012年12月20日、競輪学校第106回技能試験に合格。在校競走成績は2位（35勝）。また、卒業記念レースも2位だった。
2014年5月9日、奈良競輪場でデビューし5着。初勝利は同年6月20日の松戸競輪場。初優勝は同年8月9日の玉野競輪場で挙げた。
特別競走であるガールズケイリンコレクションは、2015年9月の松戸ステージにてファン投票「ガールズケイリン総選挙」第2位で選出され初出場、結果は2着。翌2016年8月の松戸ステージにてファン投票は初めて第1位で選出され、初優勝を果たす。さらに翌2017年8月のいわき平ステージ・ガールズドリームレースでも優勝。年末のガールズグランプリは2016年の第5回大会で初出場、結果は6着。翌2017年の第6回大会では4着、2018年の第7回大会では3着。
ただ、2019年に入り、春に溶連菌感染症で体調を崩し2か月以上も欠場したほか、特別競走では7月のガールズケイリンフェスティバル2019（別府）と8月のガールズケイリンコレクション・ガールズドリームレース（名古屋）で連続して落車するなど不運が続き、同年のガールズグランプリには出場できなかった。
だが、2020年はその悔しさをバネに7月のガールズケイリンフェスティバル2020（第7回、いわき平）では獲得賞金ランキング1位で出場し、ガールズケイリン最多連勝記録更新と特別競走完全制覇が懸かった児玉碧衣を抑え、予選含め全て1着の完全優勝で3年ぶり3つ目のビッグタイトルを獲得した。また、9月21日に行われたガールズケイリンコレクション伊東温泉ステージでも逃げる梅川風子の番手から抜け出し優勝し、通算4つ目のビッグタイトルを獲得。10月22日、佐世保FI初日第7レースで1着となり、ガールズケイリンでは史上5人目となるデビューから通算300勝を達成。登録日から6年6か月12日での達成であり、規程に基づき11月24日、京王閣競輪場にて表彰式が執り行われた。
2021年7月18日、ガールズケイリンフェスティバル2021（第8回、函館）では連覇とはならなかったが決勝戦4着となり、通算取得賞金が1億円を突破。デビューから7年2か月9日（デビュー初日を除く）での達成であり、ガールズケイリン史上5人目の快挙であった。そして同年末のガールズグランプリでは残り半周で3番手から捲りを放ち1着でゴール、初のグランプリ優勝と賞金女王を確定させ、そしてGIが導入される前に行われていたガールズ特別競走のうち、優勝賞金200万円以上ある3大タイトルを全て制覇した。
2022年4月3日、京王閣競輪場にて行われたガールズグランプリ2021優勝報告会にて、現役引退を表明。引退後は保護犬・保護猫活動をしていくとの意向を示した。同年3月27日 - 29日に行われた川崎FIで決勝戦3着になったのを最後にレースを離れ、出場権を獲得していた5月5日のガールズケイリンコレクション2022いわき平ステージも含めてレースは全て欠場。5月4日に立川競輪場にて改めてファンに向けてラストランと引退セレモニーを行ったあと、5月10日に選手会東京支部を訪れ、退会届の提出と選手登録証の返納手続きを行った。
2022年5月16日、選手登録消除。通算戦績は616戦379勝、優勝回数91回。
引退後は、上記の通り本格的に保護犬・保護猫活動を行うべく、勉強を兼ねて坂上忍が運営する動物保護ハウス「さかがみ家」を訪れたりしている。
競輪関係のオファーについては当初は受けない意向であったが、現在は受け入れており、競輪場などでのトークイベントや予想会、競輪中継にゲストとして招かれているほか、競輪の車券も時折購入するなどしている。2022年10月26日、元ガールズケイリン選手として初めて日本名輪会に入会。また、その流れで、2023年3月3日 - 5日に自身のホームバンクであった京王閣競輪場にて行われた6レース制ガールズケイリン（FII。トーナメント戦）が冠レース『高木真備名輪会杯』として行われた。
2024年4月から放送開始するテレビアニメ「リンカイ!」では、監修を務めるほか、声優としても出演した。

## 主な獲得タイトルと記録
- 2016年 - ガールズケイリンコレクション 松戸ステージ（松戸競輪場）
- 2017年 - ガールズケイリンコレクション いわき平ステージ・ガールズドリームレース（いわき平競輪場）
- 2020年 - ガールズケイリンフェスティバル2020（いわき平競輪場）、ガールズケイリンコレクション 伊東温泉ステージ（伊東温泉競輪場）
- 2021年 - オッズパーク杯ガールズグランプリ2021（静岡競輪場）
- 年間賞金女王 - 1回（2021年）
- 通算300勝達成（表彰対象） - 2020年10月22日、佐世保FI初日第7レース
- 通算取得賞金1億円突破 - 2021年7月18日、ガールズケイリンフェスティバル2021（函館競輪場）決勝戦

このほか、非公認だが、2021年2月2日に名古屋FI2日目第7レースで記録した11秒3が400mバンクにおける上がりタイム日本人最高記録。

## エピソード
- ファンなどの間では「マキビーム」という愛称で親しまれている。名付けられた時期や背景は不明だが、玉野競輪場の実況を務める宮原英治が最初にこのフレーズを使い、その後広まったと思われる。
- デビュー2年目からは、血縁関係・師弟関係はないが同姓でGIタイトルホルダーである高木隆弘から声を掛けられたことがきっかけで、指導を受けた[29][30]。高木隆弘は真備に対し「グランプリを獲らせてやる」と言い聞かせ指導を続けており、それは2021年に報われることとなった[31]。

## メディア出演

### テレビアニメ
- リンカイ!（2024年） - 高木マキビシ 役[27]

### テレビ番組
- 痛快!明石家電視台（2016年10月17日、毎日放送） - 実際どうなん?筋肉アスリート16人大集結![32]
- ガールズケイリン革命！　初開催GIパールカップ（2023年6月15日、BS日テレ） - 決勝戦中継解説